# نورا كلايدروود
نورا إيزوبيل كلايدروود (بالإنجليزية: Nora Isobel Calderwood)‏ (14 مارس 1896 - أبريل 1985) كانت أستاذة وعالمة رياضيات اسكتلندية.

## النشأة والتعليم
ولدت نورا عام 1896 في بلايرجوري، بيرثشاير، في اسكتلندا. كان والدها دانيال سكوت كلايدروود مدير مدرسة بليرجوري العامة. انتقلت عائلتها إلى إدنبرة عندما كانت لا تزال صغيرة، بعد أن تم تعيين والدها مديرًا لمدرسة كنيسة اسكتلندا.
بدأت نورا تعليمها في مدرسة جيمس جيليسبي عام 1901، في سن الخامسة، حيث مكثت لمدة ست سنوات. بعد حصولها على منحة من لجنة إدنبرة بيرغ للتعليم الثانوي، درست في كلية إدنبرة للسيدات من عام 1907 إلى عام 1914. في عام 1910، في سن الرابعة عشرة، اجتازت امتحان البيانو، وفي عام 1913 حصلت على لقب متميزة في فصول الموسيقى في كلية إدنبرة للسيدات. كما مُنحت الجائزة لأفضل باحثة في العلوم وأفضل اختصاصية في الحساب وجائزة Costorphine كأفضل عالمة رياضيات.
درست في جامعة إدنبرة من عام 1914 إلى عام 1920، وحصل على بكالوريوس العلوم عام 1919 وماجستير الآداب في الاقتصاد السياسي عام 1920. وتشمل المناهج التي تم درستها الرياضيات واللاتينية والفلسفة الطبيعية والكيمياء. انضمت إلى هيئة التدريس في جامعة برمنغهام في العام التالي، وألقت محاضرات في الرياضيات. سرعان ما عادت إلى إدنبرة لمواصلة دراستها تحت إشراف عالم الرياضيات الكسندر إيتكن، وحصلت على درجة الدكتوراه في الرياضيات من الجامعة عام 1931 بأطروحة حول الأبحاث في نظرية المصفوفات.

## المسار المهني والأبحاث
كان نورا عضوة في جمعية إدنبرة للرياضيات التي انضمت إليها عام 1919 كطالبة جامعية، وانضمت إلى جمعية الرياضيات في لندن عام 1922.
تم إدراجها من قبل الطالبة مارغريت لي ني إيرلندا (1962 بكالوريوس الرياضيات) كواحدة من ذكرياتها المفضلة وقالت عنها: «الدكتورة نورا كالديروود - يا لها من امرأة أحبتنا كثيرًا، بالكاد تستطيع الحفاظ على سرية أسئلة الامتحان».

### تكريم وجوائز
توجد جائزة بإسمها، وهي جائزة أكاديمية في جامعة برمنغهام.

## الحياة الشخصية
لم تتزوج نورا قط. وكانت عازفة بيانو بارعة، وقدمت حفلات موسيقية في برمنغهام.